# Libériai bóbitásantilop
A libériai bóbitásantilop (Cephalophus jentinki) az emlősök (Mammalia) osztályának párosujjú patások (Artiodactyla) rendjébe, ezen belül a tülkösszarvúak (Bovidae) családjába és a bóbitásantilop-formák (Cephalophinae) alcsaládjába tartozó faj.
A libériai bóbitásantilopot a Sierra Leonei krio nyelven Gidi-Gidi-nek, mende nyelven Kaikulowulei-nek nevezik.
A fajt először 1884-ben ismerték el új fajként, bár egészen 1892-ig nem írták le. A faj egy időre eltűnt, míg 1948-ban Libériában egy koponyát nem találtak. Az 1960-as évek óta rendszeresen megfigyelik élőhelyén. 1971-ben sikeresen szaporították a texasi Brownsville Gladys Porter Állatkertben.

## Előfordulása, élőhelye
A Cephalophus jentinki  a felső-guineai összefüggő erdős területek, Sierra Leone, Libéria és Elefántcsontpart állatfaja. Élőhelye elsősorban a primér erdők, de megtalálható a környező másodlagos erdőkben is.

## Megjelenése
A libériai bóbitásantilop a Cephalopus nem egyik legnagyobb méretű faja. Átlagos testtömege 70 kg körüli – nagyjából tízszerese a bóbitásantilop-formák (Cephalophinae) legkisebb tagjáénak, a kék bóbitásantilopénak (Philantomba monticola). Testhossza kb. 135 cm, marmagassága 80 cm, farkának hossza 15 cm. A Cephalophus jentinki alkata a bóbitásantilopokéra jellemzően robusztus, lába viszonylag rövid. Ezt a nagy méretű, erős testfelépítésű bóbitásantilopot feltűnő színe miatt nehéz bármely más patással összetéveszteni. Az ázsiai tapírhoz (Tapirus indicus) hasonlóan, a libériai bóbitásantilop testének első fele sötét, hátsó fele világos színű, a színezet mind bőrének mind szőrének árnyalatára vonatkozik. Testének szőrzete nagyon rövid, finom. Feje, nyaka és torka sötét, fényes fekete vagy barnásfekete színű, melyet egy vékony fehér vagy világosszürke gallér határol. A gallér a lapockájától egészen mellső lábáig tart. Háta és fara őszes szürkésbarna. A más bóbitásantilop-formáknál megfigyelttől eltérően hátán nem fut végig csík. Mind a négy lába a gallérjához hasonló világos színű. Farka meglepően vékony, színe a hátsó testfeléhez hasonló őszes színű. 
Pofarajzolata az orr körüli részekre korlátozódik, itt az orrt és az ajkakat egy fehéres-szürke udvar veszi körül. Más bóbitásantilop-formáktól eltérően homlokán nincs bóbita vagy hosszabb szőr, szarvai közt sincsen vörösesbarna szőrzet.  Koponyájának szerkezete a feketelábú bóbitásantilopéra (Cephalophus dorsalis) hasonlít. Mindkét ivarú egyednek van szarva. A szarvak viszonylag nagyok, a pofasíkban hátrafelé nyúlnak, egyenesek és simák, hegyük felé kissé lefelé hajlanak. A szarvak színe fekete, keresztmetszetük ovális. Hosszuk 15,5 – 17,5 cm  közötti.

## Életmódja
A libériai bóbitásantilopot – egyrészt élőhelyének nehéz megközelíthetősége miatt, másrészt rejtőzködő életmódja miatt – még keveset tanulmányozták. Élőhelye elsősorban gyümölcstermő fák és sűrű erdők területén található. Egy megfigyelő szerint 
(Newing [2001]) a faj egyedei soha nem találhatók másodlagos erdőkben, csak sűrű, zárt lombkoronájú erdőkben.
Az emberi beavatkozás következtében a faj megmaradó élőhelye töredezetté vált, az élőhely olyan területekre korlátozódik, melyek az ember számára elérhetetlenek. A kevés megfigyelés ellenére a nyomok arra utalnak, hogy a faj jórészt éjjeli életmódot folytat. A begyűjtött egyedek többségét éjszaka lőtték le,
Azokban az időszakokban, amikor kevesebb a gyümölcs, a libériai bóbitásantilop éjjelente elhagyja az erdő menedékét, behatol a másodlagos erdőkbe, bozótosokba, farmokra és ültetvényekre.  Ez meglehetősen gyakran megesik Sierra Leonéban a májustól októberig tartó esős évszakban, ekkor a libériai bóbitásantilop a gazdák legnagyobb bánatára éjjelente leereszkedik a magasan fekvő erdőkből a parti ültetvényekre.
Egy fogságban tartott egyed a monroviai állatkertben a nappali órák 28%-ában volt aktív, míg az éjszakai óráknak 40%-ban. A libériai bóbitásantilop nappal faodvakban, kidőlt fák alatt vagy bizonyos fák támasztógyökerei között rejtőzködik.
Egyik kutató, Kingdon megfigyelte, hogy a libériai bóbitásantilop időnként párosan rejtőzködik; ez a viselkedés nem jellemző a többnyire magányos életmódot folytató bóbitásantilopokra. Megzavarása esetén nagy sebességgel ront ki rejtekhelyéről, de állóképesség hiányában általában nem jut messzire. A libériai bóbitásantilop egy helyben maradó állatfaj, és feltételezések szerint territoriális. 

### Táplálkozása
A fiatal fák hajtásai képezik elsődleges táplálékát, a leginkább fogyasztott fafajok a Hannoa klaineana és a Chlorophora regia. Ha alkalma nyílik rá, szívesen fogyaszt gyümölcsöket is, közöttük számos kemény héjú gyümölcsöt is. Az elfogyasztott gyümölcsök között megtalálhatók a kóladiók, a Ricinodendron gyümölcse, a Tieghemella (egy mahagóniféle) gyümölcse. A libériai bóbitásantilop behatol az ültetvényekre is, ahol pálmamagvakat, mangót és kakaóbabot is elfogyaszt. Megfigyelték, hogy patáikkal gyökereket is kifordítottak a földből. Bár tápanyagszükségletüket még nem ismerik, megfigyelték, hogy a faj egyedei felkeresik a tengerpartot, ahol a földről a sót nyalogatják.

## Szaporodása
A vemhesség ideje nem ismert, de valószínűleg hasonló a sárgahátú bóbitásantilopéhoz (Cephalophus silvicultor). A faj fiatal egyedei a sárgahátú bóbitásantilopéra hasonlítanak, olyannyira, hogy egy esetben egy fogságba ejtett és felnevelt egyedről csak felnövése után derült ki, hogy az libériai bóbitásantilop. A fiatal borjak teljes teste sötétbarna, csak az ajkaik körül látható fehér mintázat. A kifejlett egyedek színét nagyjából egyéves korukra érik el.
Egy fogságban tartott egyed a texasi Brownsville állatkertjében 21 éves koráig élt, más esetekben is megfigyelték, hogy  fogságban 10-20 évig élnek.

## Természetvédelmi helyzete
A libériai bóbitásantilopot a Természetvédelmi Világszövetség a kritikusan veszélyeztetett fajok közt tartja nyilván. A faj megmaradása szempontjából a legnagyobb veszélyt elsősorban élőhelyének a fakitermelés miatti elvesztése jelenti. A vadon élő populáció számát 3500 egyedre becsülik, bár egy kutató (Wilson) 2001-ben kétségét fejezte ki, hogy több mint 2000 egyed élne még vadon.